# Zapovjedništvo obalne obrane
Zapovjedništvo obalne obrane (njem. Oberkommando der Küstenverteidigung) je bila vojna formacija njemačke vojske u Prvom svjetskom ratu koja je formirana sa svrhom obrane njemačke obale u slučaju savezničke invazije. 

## Povijest
Zapovjedništvo obalne obrane formirano je 14. travnja 1916. sa svrhom obrane njemačke obale od moguće savezničke invazije. Inače, zapovjedništvo nije bila prva formacija njemačke vojske koja je tijekom rata formirana s navedenom zadaćom. Naime, na samom početku Prvog svjetskog rata na istom području formirana je Sjeverna armija s istom svrhom koja je međutim nakon samo mjesec dana rasformirana. Prvim zapovjednikom Zapovjedništva obalne obrane postao je general pukovnik Ludwig von Falkenhausen kojemu je načelnik stožera bio pukovnik Friedrich von Derschau. Sjedište stožera zapovjedništva bilo je u Hamburgu. Ludwig von Falkenhausen zapovijedao je obalnom obranom do kolovoza 1916. kada ga je na mjestu zapovjednika zamijenio general-pukovnik Josias von Heeringen.   

U sastav zapovjedništva nakon osnivanja ušle su jedinice vojnih okruga koji su se nalazili uz more. U rujnu 1916. ušle su u sastav zapovjedništva i jedinice vojnih okruga koji su se graničili s Nizozemskom. Ubrzo nakon toga jedinice zapovjedništva formirane su u dvije divizije koje su imale sjedište u Altoni i Stettinu. Od siječnja 1917. zapovjedništvo je imalo u svom sastavu dva korpusa i to XXXI. pričuvni i XXXIX. pričuvni, te tri divizije.
Zbog izmjena u vojnom rasporedu mjesto zapovjednika je 19. rujna 1918. ukinuto, da bi ubrzo i to 16. studenog 1918. bilo rasformirano i samo zapovjedništvo.

## Zapovjednici
Ludwig von Falkenhausen (15. travnja 1916. – 28. kolovoza 1916.)

Josias von Heeringen (28. kolovoza 1916. – 16. studenog 1918.)

## Načelnici stožera
Friedrich von Derschau (15. travnja 1916. – 10. srpnja 1918.)

Otto von Zitzewitz (10. srpnja 1918. – 16. studenog 1918.)

## Vanjske poveznice
(eng.) Zapovjedništvo obalne obrane na stranici PrussianMachine.com

(njem.) Zapovjedništvo obalne obrane na stranici Deutschland14-18.de  Arhivirana inačica izvorne stranice od 4. ožujka 2016. (Wayback Machine)

(njem.) Zapovjedništvo obalne obrane na stranici Wiki-de.genealogy.net